# Michaela Peiffer
Michaela Peiffer (* 3. November 1979) ist eine deutsche Badmintonspielerin. 

## Karriere
Michaela Peiffer gewann nach mehr als einem Dutzend Titeln im Nachwuchsbereich 2003 mit Bronze im Damendoppel ihre erste Medaille bei deutschen Einzelmeisterschaften der Erwachsenen; 2004 gewann sie in derselben Disziplin Silber, 2006 Bronze und 2008 Silber.

## Sportliche Erfolge
| Saison    | Veranstaltung                     | Disziplin   | Platz | Name |
| --------- | --------------------------------- | ----------- | ----- | --- |
| 1992/1993 | Deutsche Einzelmeisterschaft U14  | Damendoppel | 1     | Sandra Mann / Michaela Peiffer (TV Wemmetsweiler / TuS Wiebelskirchen)                                                             |
| 1993/1994 | Deutsche Einzelmeisterschaft U14  | Damendoppel | 1     | Michaela Peiffer / Katrin Piotrowski (TuS Wiebelskirchen / PSV Gelsenkirchen-Buer)                                                 |
| 1993/1994 | Deutsche Einzelmeisterschaft U14  | Dameneinzel | 1     | Michaela Peiffer (TuS Wiebelskirchen)                                                                                              |
| 1993/1994 | Deutsche Einzelmeisterschaft U14  | Mixed       | 2     | Björn Joppien (FC Langenfeld) / Michaela Peiffer (TuS Wiebelskirchen)                                                              |
| 1994/1995 | Deutsche Einzelmeisterschaft U16  | Dameneinzel | 1     | Michaela Peiffer (TuS Wiebelskirchen)                                                                                              |
| 1994/1995 | Deutsche Einzelmeisterschaft U16  | Damendoppel | 2     | Michaela Peiffer (TuS Wiebelskirchen) / Kathrin Piotrowski (PSV Gelsenkirchen-Buer)                                                |
| 1995/1996 | Deutsche Einzelmeisterschaft U16  | Damendoppel | 1     | Michaela Peiffer / Katrin Piotrowski (TuS Wiebelskirchen / PSV Gelsenkirchen-Buer)                                                 |
| 1995/1996 | Deutsche Einzelmeisterschaft U16  | Dameneinzel | 1     | Michaela Peiffer (TuS Wiebelskirchen)                                                                                              |
| 1995/1996 | Deutsche Einzelmeisterschaft U18  | Damendoppel | 2     | Michaela Peiffer (TuS Wiebelskirchen) / Kathrin Piotrowski (PSV Gelsenkirchen)                                                     |
| 1996/1997 | Deutsche Einzelmeisterschaft U18  | Dameneinzel | 1     | Michaela Peiffer (TuS Wiebelskirchen)                                                                                              |
| 1996/1997 | Deutsche Einzelmeisterschaft U18  | Damendoppel | 1     | Michaela Peiffer / Kathrin Piotrowski (TuS Wiebelskirchen / PSV Gelsenkirchen-Buer)                                                |
| 1997/1998 | Deutsche Einzelmeisterschaft U19  | Damendoppel | 2     | Michaela Peiffer (TuS Wiebelskirchen) / Kathrin Piotrowski (PSV Gelsenkirchen)                                                     |
| 1999/2000 | Deutsche Einzelmeisterschaft U22  | Damendoppel | 2     | Michaela Peiffer / Kathrin Hoffmann (TuS Wiebelskirchen / TSV Neuhausen)                                                           |
| 1999/2000 | Deutsche Einzelmeisterschaft U22  | Dameneinzel | 3     | Michaela Peiffer |
| 2002/2003 | Deutsche Einzelmeisterschaft      | Damendoppel | 3     | Michaela Peiffer / Steffi Müller (TuS Wiebelskirchen / FC Langenfeld)                                                              |
| 2003/2004 | Deutsche Einzelmeisterschaft      | Damendoppel | 2     | Michaela Peiffer / Stefanie Müller (TuS Wiebelskirchen / FC Langenfeld)                                                            |
| 2003/2004 | Deutsche Mannschaftsmeisterschaft | Mannschaft  | 3     | TuS Wiebelskirchen (Benjamin Woll, Uwe Ossenbrink, Michaela Peiffer, Elena Nozdran, Roman Spitko, Ingo Kindervater, Marcel Reuter) |
| 2005      | Belgian International             | Damendoppel | 2     | Birgit Overzier / Michaela Pfeiffer                                                                                                |
| 2005/2006 | Deutsche Einzelmeisterschaft      | Damendoppel | 3     | Birgit Overzier (1. BC Beuel) / Michaela Peiffer (TuS Wiebelskirchen)                                                              |
| 2007/2008 | Deutsche Einzelmeisterschaft      | Damendoppel | 2     | Gitte Köhler (VfL 93 Hamburg) / Michaela Peiffer (1. BV Mülheim)                                                                   |

## Referenzen
Martin Knupp: Deutscher Badminton Almanach, Eigenverlag/Deutscher Badminton-Verband (2003), 230 Seiten
| Personendaten    | Personendaten               |
| ---------------- | --------------------------- |
| NAME             | Peiffer, Michaela           |
| KURZBESCHREIBUNG | deutsche Badmintonspielerin |
| GEBURTSDATUM     | 3. November 1979            |